# Spirostreptus incertelineatus
Spirostreptus incertelineatus är en mångfotingart som först beskrevs av Filippo Silvestri 1898.  Spirostreptus incertelineatus ingår i släktet Spirostreptus och familjen Spirostreptidae. Inga underarter finns listade i Catalogue of Life.